# 北部州 (ナイジェリア)
北部州（ほくぶしゅう、英: Northern Region）は、ナイジェリア北部に1954年から1967年まで置かれていたナイジェリア第一共和政における連邦構成州である。
北部はソコト帝国やヌペ王国、カネム・ボルヌ帝国の南西部など、ムスリムの優勢な地域で、北部ナイジェリア保護領時代から間接統治が行われ、各地の首長が温存され、首都が置かれていなかった。ナイジェリア独立に先立ち、東部州や西部州に合わせて自治政府が置かれ、州都はカドゥナとされた。初代首相にはソコトの世継王子であったアフマド・ベロが就任したが、1966年のクーデタで殺害された。1962年には住民投票の結果イギリス領北カメルーンの北部が北部州に併合された。
1966年のクーデタ後の1967年に12州制の導入が図られ、北部州はカノ州、西部中央州、ベヌエ＝プラトー州（1976年にベヌエ州、プラトー州に再分割）、北部中央州、北東部州（1976年にバウチ州、ボルノ州、ゴンゴラ州に再分割）、北西部州（1976年にナイジャ州、ソコト州に再分割）の6つに分割された。